# Đông Ấn Hà Lan
Đông Ấn Hà Lan (tiếng Hà Lan: Nederlands-Indië; tiếng Indonesia: Hindia-Belanda) từng là một thuộc địa của Hà Lan với lãnh thổ chủ yếu bao gồm lãnh thổ của nhà nước hiện đại Indonesia. Đông Ấn Hà Lan được thành lập từ việc quốc hữu hóa các thuộc địa của Công ty Đông Ấn Hà Lan, công ty nằm dưới sự quản lý của chính quyền Hà Lan từ năm 1800. Trong Hiệp ước Anh-Hà Lan năm 1824, người Hà Lan đã nhượng lại tỉnh Malacca thuộc Hà Lan cho Anh, dẫn đến việc sáp nhập thành phố này vào Melaka (bang) của Malaysia hiện đại.
Trong thế kỷ 19, sự chiếm hữu và quyền bá chủ của Hà Lan được mở rộng, đạt được kích thước lãnh thổ lớn nhất mà họ từng có vào đầu thế kỷ 20. Đông Ấn Hà Lan là một trong số các thuộc địa có giá trị lớn nhất của người châu Âu, và đã đóng góp cho sự nổi bật trên quy mô toàn cầu của người Hà Lan trong lĩnh vực giao thương gia vị và hoa lợi trong thế kỷ 19 và đầu thế kỷ 20. Thứ hạng trong xã hội thuộc địa dựa trên các cấu trúc cứng nhắc về chủng tộc với một tầng lớp thượng lưu người Hà Lan sống riêng biệt nhưng vẫn có mối liên hệ với người dân của họ.
Cuộc xâm lược trong Chiến tranh thế giới thứ hai của Nhật Bản đã phá hủy phần lớn chính quyền và nền kinh tế thuộc địa của người Hà Lan tại thuộc địa. Sau khi Nhật Bản đầu hàng vào tháng 8 năm 1945, những người quốc gia chủ nghĩa Indonesia đã tuyên bố độc lập và sau đó họ đã phải chiến đấu để bảo vệ nền độc lập này trong Cách mạng Quốc gia Indonesia. Người Hà Lan chính thức công nhận chủ quyền của Indonesia trong Hội nghị bàn tròn Hà Lan–Indonesia năm 1949 với ngoại lệ là New Guinea thuộc Hà Lan (Tây New Guinea), vùng này được nhượng lại cho Indonesia vào năm 1963 theo các điều khoản của Thỏa thuận New York.

## Bối cảnh
Từ nhiều thế kỷ trước khi người châu Âu tới, trên quần đảo Indonesia tồn tại nhiều quốc gia khác nhau và trong đó có các quốc gia thương mại ven biển và các quốc gia nông nghiệp nội địa. Những người đầu tiên đến vùng thuộc Indonesia ngày nay là người Bồ Đào Nha vào cuối thế kỷ thứ 15 và sau đó là người Hà Lan nhằm mục tiêu đưa các gia vị đến châu Âu, Chuyến thám hiểm đầu tiên của người Hà Lan đến Đông Ấn diễn ra vào năm 1595 nhằm vận chuyển gia vị trực tiếp từ châu Á. Khi đoàn này đạt được lợi nhuận 400% khi trở về, các cuộc thám hiểm khác đã diễn ra ngay sau đó. Nhận thức được tiềm năng thương mại của Đông Ấn, chính quyền Hà Lan đã hợp nhất các công ty cạnh tranh với nhau thành Công ty Đông Ấn Hà Lan (VOC).
Công ty Đông Ấn Hà Lan được ban cho đặc quyền có thể tiến hành chiến tranh, xây dựng pháo đài, và lập các điều ước quốc tế trên khắp châu Á. Công ty thiết lập thủ phủ tại Batavia (nay là Jakarta), và thành phố này đã trở thành trung tâm của mạng lưới kinh doanh tại châu Á của Công ty Đông Ấn Hà Lan. Ban dầu, công ty này độc quyền về nhục đậu khấu, đinh hương, và vỏ quế, công ty và sau này là chính quyền thực dân đã đem đến các loài cây công nghiệp như cà phê, trà, ca cao, thuốc lá, cao su, mía và thuốc phiện, và bảo vệ lợi ích thương mại của họ bằng cách chiếm lãnh thổ xung quanh. Buôn lậu, phí tổn cho các cuộc chiến đang diễn ra, tham nhũng và quản lý yếu kém đã khiến cho công ty phá sản vào cuối thế kỷ thứ 18. Công ty chính thức giải thể vào năm 1800 và các thuộc địa do nó sở hữu tại quần đảo Indonesia (phần lớn Java, nhiều phần Sumatra, phần lớn Maluku, và các vùng đất cảng như Makassar, Manado, và Kupang) bị Cộng hòa Hà Lan quốc hữu hóa và trở thành Đông Ấn thuộc Hà Lan.

## Các cuộc chinh phục của người Hà Lan
Kể từ khi chiếc tàu Hà Lan đầu tiên tiến đến vào cuối thế kỷ thứ 16, cho đến năm 1945, quyền kiểm soát của người Hà Lan đối với quần đảo Indonesia luôn rất mong manh. Mặc dù đảo Java do người Hà Lan thống trị, song nhiều khu vực khác vẫn duy trì được độc lập trong phần lớn thời kỳ này, bao gồm Aceh, Bali, Lombok và Borneo. Có rất nhiều cuộc chiến tranh và xáo trộn đã diễn ra khắp quần đảo khi các dân tộc bản địa khác nhau chống lại nỗ lực thiết lập quyền bá chủ của người Hà Lan, quyền kiểm soát của Hà Lan bị suy yếu và họ buộc phải cho quân đội án binh bất động. Hải tặc Indonesia vẫn còn là một vấn đề đối với người Hà Lan cho đến giữa thế kỷ 19. Cho đến tận đầu thế kỷ 20, sự thống trị của Hà Lan mới có thể mở rộng ra những nơi mà ngày nay là lãnh thổ của nước Indonesia.
|  |

Năm 1806, khi Hà Lan nằm dưới sự thống trị của Pháp, Napoléon Bonaparte đã bổ nhiệm em trai là Louis Bonaparte nắm giữ vương vị của Hà Lan, dẫn đến việc bổ nhiệm Marshall Herman Willem Daendels làm Toàn quyền Đông Ấn Hà Lan vào năm 1808. Năm 1811, quân Anh chiếm một vài cảng của Đông Ấn Hà Lan bao gồm cả các cảng tại đảo Java và Thomas Stamford Raffles trở thành Phó tổng đốc. Quyền kiểm soát của người Hà Lan được phục hồi vào năm 1816. Theo Hiệp ước Anh-Hà Lan vào năm 1824, người Hà Lan có được các khu định cư của Anh tại Indonesia, như Bengkulu tại Sumatra, đổi lại việc nhượng quyền kiểm soát của họ tại bán đảo Mã Lai và Ấn Độ thuộc Hà Lan. Biên giới giữa các vùng đất của Anh và Hà Lan trở thành biên giới hiện nay giữa Malaysia và Indonesia.
Kể từ khi thành lập Công ty Đông Ấn Hà Lan vào thế kỷ 17, việc mở rộng lãnh thổ của người Hà Lan dựa trên cơ sở thương mại. Chiến lược của Toàn quyền Graaf van den Bosch (1830–1835) đã khẳng định lợi nhuận là nền tảng của chính quyền và chính sách chính thức là chỉ hạn chế sự chú ý tại Java, Sumatra và Bangka. Tuy nhiên, từ khoảng năm 1840, dưới chủ nghĩa bành trướng quốc gia Hà Lan, họ đã tiến hành một loạt các cuộc chiến tranh để mở rộng và củng cố các vùng chiếm hữu của họ tại các đảo khác. Ngoài ra, mục đích của hành động này còn là để bảo vệ các khu vực đã chiếm hữu; tham vọng về danh tiếng và thăng tiến của các quan chức Hà Lan; và việc thiết lập tuyên bố chủ quyền của Hà Lan đối với toàn bộ quần đảo sẽ ngăn chặn sự can thiệp của các cường quốc phương Tây khác. Khi việc khai thác tài nguyên được mở rộng ra ngoài đảo Java, hầu hết các đảo xa đã nằm dưới quyền kiểm soát trực tiếp hay trong tầm ảnh hưởng của chính quyền Hà Lan.

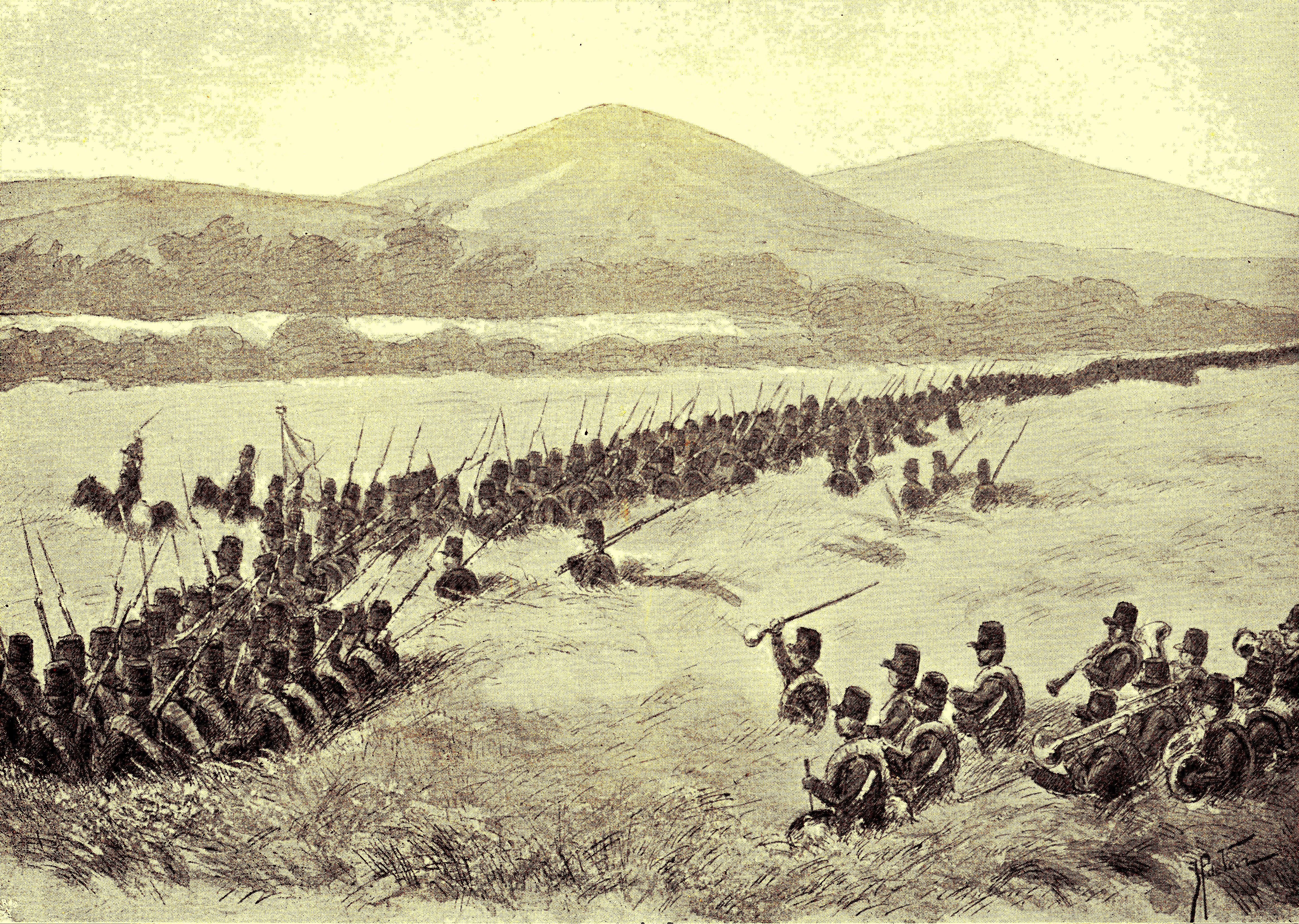
Quân Hà Lan tiến quân tại Bali năm 1846.

Người Hà Lan đã chinh phục người Minangkabau trên đảo Sumatra trong Chiến tranh Padri (1821–38) và Chiến tranh Java (1825–30) đã chấm dứt sự kháng cự đáng kể của người Java. Chiến tranh Banjarmasin (1859–1863) ở đông nam Kalimantan đã kết thúc với thất bại của Sultan nước này. Sau cuộc chinh phục thất bại tại Bali vào năm 1846 và 1848, một cuộc can thiệp vào năm 1849 đã đưa miền bắc Bali vào sự kiểm soát của người Hà Lan. Cuộc chinh phục kéo dài nhất là Chiến tranh Aceh, một cuộc xâm lược của người Hà Lan vào năm 1873 đã vấp phải sự kháng cự của du kích bản địa và cuộc chinh phục chỉ kết thúc khi người Aceh đầu hàng vào năm 1912. Rối loạn tiếp tục nổ ra trên cả hai đảo chính Java và Sumatra trong suốt giai đoạn còn lại của thế kỷ 19, tuy nhiên, đảo Lombok đã nằm dưới quyền kiểm soát của người Hà Lan vào năm 1894, và sự kháng cự của người Batak ở miền Bắc Sumatra đã bị dập tắt vào năm 1895. Đến cuối thế kỷ 19, sự cân bằng sức mạnh quân sự đã chuyển dịch về phía những người Hà Lan có trình độ công nghiệp hóa cao hơn, khoảng cách giữa họ với các nhà nước tiền công nghiệp tại Indonesia ngày càng mở rộng. Các lãnh đạo quân sự và chính trị gia Hà Lan đã nói rằng họ có trách nhiệm đạo đức để giải phóng những người dân Đông Ấn khỏi những kẻ cai trị bản địa, tức những kẻ áp bức nhân dân, lạc hậu hoặc không tôn trọng luật pháp quốc tế.
Mặc dù vẫn nổ ra các cuộc nổi loạn khác của người Indonesia, người Hà Lan đã mở rộng quyền cai trị thuộc địa trực tiếp trên khắp phần còn lại quần đảo từ năm 1901 đến 1910, đối với những vùng còn lại, người Hà Lan nắm quyền cai trị gián tiếp thông qua những người cai trị bản địa. Tây nam Sulawesi bị chiếm đóng vào 1905–06, hòn đảo Bali bị đã phải chịu khuất phục với các cuộc chinh phục vào năm 1906 và 1908, các vương quốc độc lập khác trên đảo Maluku, Sumatra, Kalimantan, và Nusa Tenggara cũng chịu chung số phận. Những người cai trị khác như Sultan của Tidore tại Maluku, Pontianak (Kalimantan), và Palembang tại Sumatra, đã yêu cầu người Hà Lan bảo hộ để chống lại các láng giềng độc lập nên đã tránh được các cuộc chinh phục quân sự của Hà Lan và có thể đàm phán để nhận được các điều khoản tốt hơn trong thời thuộc địa. Bán đảo Đầu Chim (Tây New Guinea), đã được đưa vào quyền quản lý của người Hà Lan vào năm 1920. Lãnh thổ này sau đó trở thành một bộ phận của Cộng hòa Indonesia.

## Lịch sử kinh tế

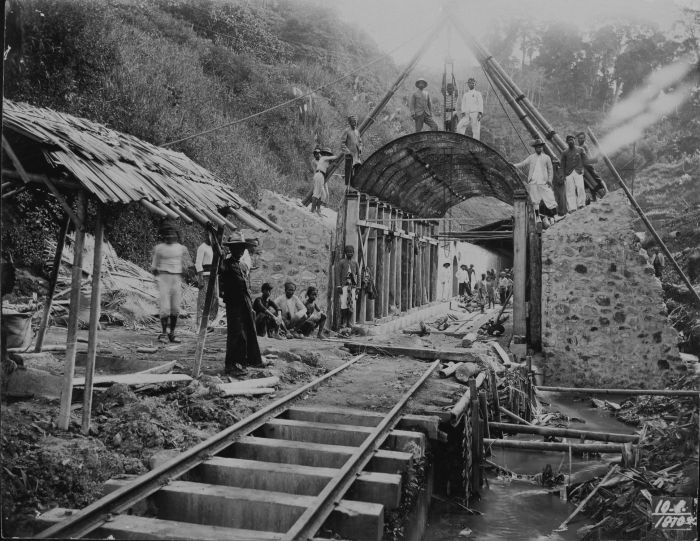
Các công nhân đứng trên điểm có một hầm đường xây đang được xây dựng trên khu vực đồi núi, 1910.

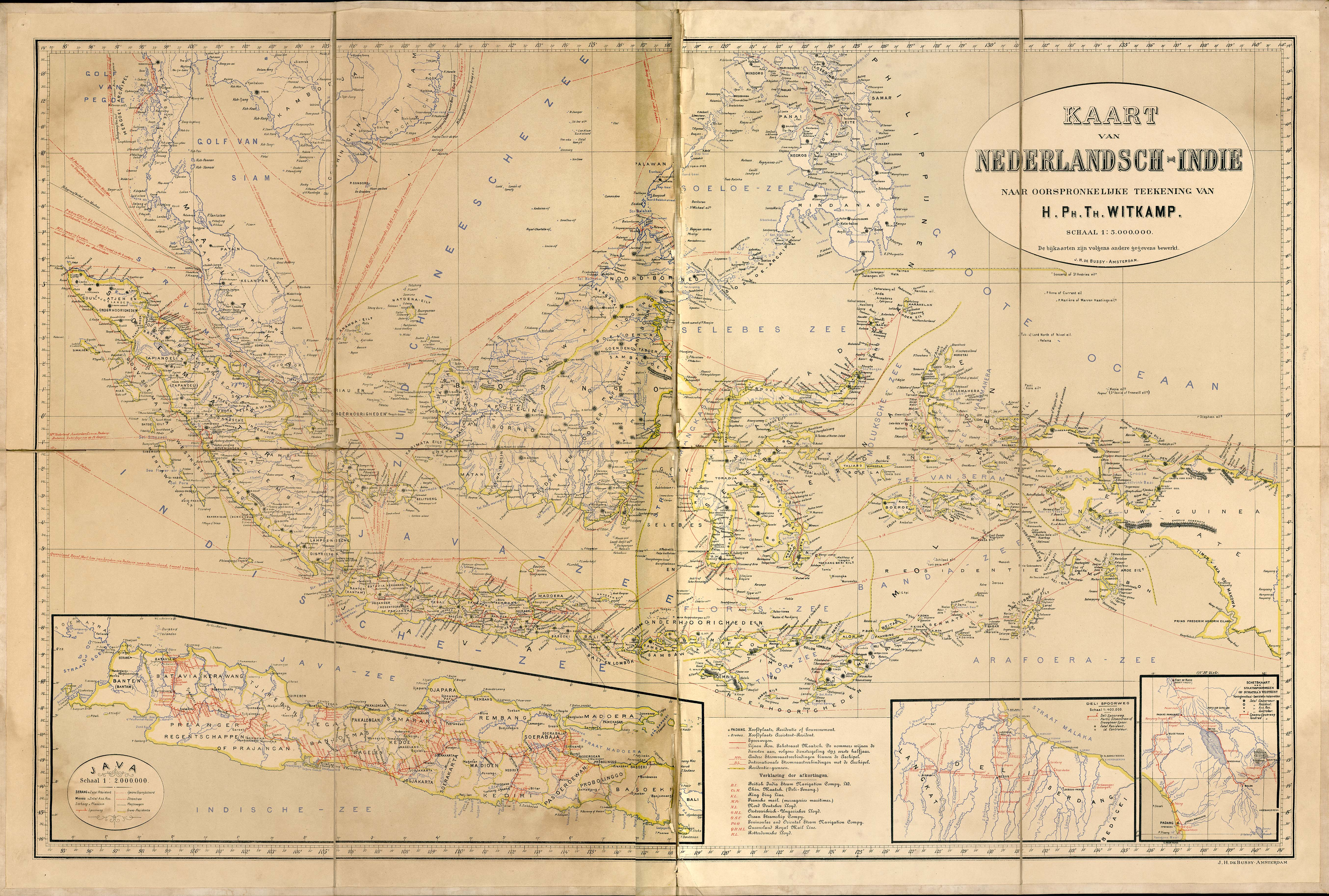
Bản đồ Đông Ấn Hà Lan vào năm 1893

Việc khai thác thuộc địa tại một nơi giàu có như Đông Ấn đã góp phần vào tiến trình công nghiệp hóa của Hà Lan, nó cũng đặt nền móng cho ngành công nghiệp của Cộng hòa Indonesia sau này. Người Hà Lan đã đưa đến Đông Ấn các loài cây như cà phê, trà, ca cao, thuốc lá, cao su và một phần rộng lớn của Java đã trở thành các đồn điền do nông dân Java trồng trọt, qua trung gian là người Hoa, sau đó được các thương nhân châu Âu xuất khẩu ra thị thường hải ngoại. Trước Chiến tranh thế giới thứ hai, Đông Ấn Hà Lan sản xuất ra hầu hết nguồn cung canh ki na và hồ tiêu của thế giới, hơn một phần ba nguồn cung cao su, một phần tư nguồn cung dừa, và một phần năm nguồn cung về trà, đường, cà phê và dầu. Lợi nhuận đến từ Đông Ấn Hà Lan đã kiến cho Hà Lan trở thành một trong các thế lực thực dân quan trọng nhất thế giới. Tuyến tàu thủy Koninklijke Paketvaart-Maatschappij đã giúp thống nhất nền kinh tế tại thuộc địa và đưa các tàu thuyền liên đảo đi qua Batavia, thay vì phải qua Singapore, do đó hoạt động kinh tế tập trung hơn tại Java.
Mặc dù số tiền thu vào gia tăng nhờ hệ thống thuế đất, tình hình tài chính của thực dân Hà Lan đã bị ảnh hưởng do phải chi phí lớn cho các cuộc chiến tranh Java và Padri, và việc người Hà Lan để mất Bỉ vào năm 1830 đã khiến họ đến bên bờ vực phá sản. Năm 1830, một Toàn quyền mới, Johannes van den Bosch, đã được bổ nhiệm để khai thác tài nguyên của Đông Ấn bù đắp lại khó khăn tài chính. Người Hà Lan đã lần đầu tiên có được quyền thống trị về chính trị khắp đảo Java vào năm 1830, và do đó họ đã có thể đưa vào các chính sách nông nghiệp mà trong đó việc trồng trọt là do chính quyền kiểm soát. Được gọi là cultuurstelsel (hệ thống trồng trọt) trong tiếng Hà Lan và tanam paksa (cây trồng cưỡng ép) trong tiếng Indonesia, các nông dân được yêu cầu phải giao lại (như một hình thức thuế) một lượng cố định các nông sản đã định sẵn, như mía đường hay cà phê. Phần lớn Java trở thành đồn điền của Hà Lan và doanh thu của chính quyền thực dân tăng liên tục trong thế kỷ 19, số tiền này được tái đầu tư vào Hà Lan để cứu đất nước này thoát khởi nguy cơ phá sản. Từ năm 1830 đến 1870, người Hà Lan đã kiếm được 1 tỉ guilder từ thuộc địa Đông Ấn của họ, và trung bình 25 phần trăm ngân sách của chính phủ Hà Lan mỗi năm đến từ số lợi nhuận này. Tuy nhiên, hệ thống trồng trọt đã gây nên nhiều khó khăn kinh tế cho các nông dân Java, họ đã phải trải qua nạn đói và các dịch bệnh trong thập niên 1840.
Các ý kiến chỉ trích tại Hà Lan đã khiến cho phần lớn các mức quy định thái quá của hệ thống canh tác đã bị loại bỏ trong các cải cách ruộng đất của "Thời kỳ Tự do". Từ năm 1870, những người sản xuất đã không còn bị bắt phải cung cấp thu hoạch của họ cho việc xuất khẩu, song Đông Ấn Hà Lan vẫn mở cửa cho các doanh nghiệp tư nhân. Các doanh nhân Hà Lan đã thiết lập nên các đồn điền lớn và mang tới cho họ nhiều lợi nhuận. Sản lượng đường đã tăng gấp đôi từ năm 1870 đến 1885; các cây trồng mới như trà và canh ki na phát triển khỏe mạnh, cao su cũng đã được đưa đến, khiến cho lợi nhuận của người Hà Lan gia tăng đáng kể. Các thay đổi không chỉ giới hạn trong Java hay nông nghiệp; dầu từ Sumatra và Kalimantan đã trở thành một nguồn tài nguyên có giá trị cho châu Âu đang tiến hành công nghiệp hóa. Lợi ích thương mại của Hà Lan đã mở rộng ra khỏi Java đến các hòn đảo xa sau khi ngày càng có nhiều hơn các vùng lãnh thổ nằm dưới quyền kiểm soát trực tiếp hay chịu ảnh hưởng của người Hà Lan trong nửa sau của thế kỷ 19. Tuy nhiên, sự khan hiếm đất để trồng lúa, cộng với số dân tăng lên đáng kể, đặc biệt là ở Java, đã dẫn đến các khó khăn hơn nữa.
Suy thoái kinh tế toàn cầu vào cuối thập niên 1880 và đầu thập niên 1890 đã khiến giá cả các mặt hàng mà thực dân Hà Lan dựa vào bị sụt giá. Các ký giả và công chức đã nhận xét rằng phần lớn cư dân Đông Ấn không có đời sống tốt hơn thời kỳ trước khi điều chỉnh Hệ thống Canh tác và hàng chục nghìn người chết vì đói. Giá cả hàng hóa đã phục hồi sau cuộc suy thoái, dẫn đến gia tăng đầu tư tại thuộc địa. Buôn bán đường, thiếc, cùi dừa khô và cà phê đã trở nên phát đạt, và cao su, thuốc lá, trà và dầu cũng trở thành các mặt hàng xuất khẩu chính. Cải cách chính trị đã gia tăng quyền tự chủ cho các chính quyền thuộc địa địa phương, thoát ra xa khỏi quyền kiểm soát trung ương từ Hà Lan, trong khi đó, quyền lực cũng được phân chia giữa chính quyền tại Batavia và các đơn vị.
Nâng cấp cơ sở hạ tầng các cảng và đường bộ là ưu tiên ở mức cao của người Hà Lan, với mục tiêu hiện đại hóa nền kinh tế, tạo điều kiện thuận lợi cho thương mại, và gia tăng tốc độ của các hoạt động quân sự. Năm 1850, các kỹ sư Hà Lan đã chủ trì xây dựng và nâng cấp một mạng lưới đường bộ với 12.000 km bề mặt được trải nhựa đường, 41.000 km đường được rải đá và 16.000 km đường có bề mặt được rải sỏi. Ngoài ra, người Hà Lan đã sử dụng các nhân công Đông Ấn để xây dựng nên 7.500 kilômét (4.700 mi) đường sắt, các cây cầu, các hệ thống thủy lợi bao phủ 1,4 triệu ha ruộng lúa, một số cảng, và 140 hệ thống nước uống công cộng. Wim Ravesteijn đã nói rằng, "Với những công trình công cộng này, các kỹ sư người Hà Lan đã xây dựng cơ sở vật chất cho nhà nước Indonesia thuộc địa và hậu thuộc địa."

## Dân cư

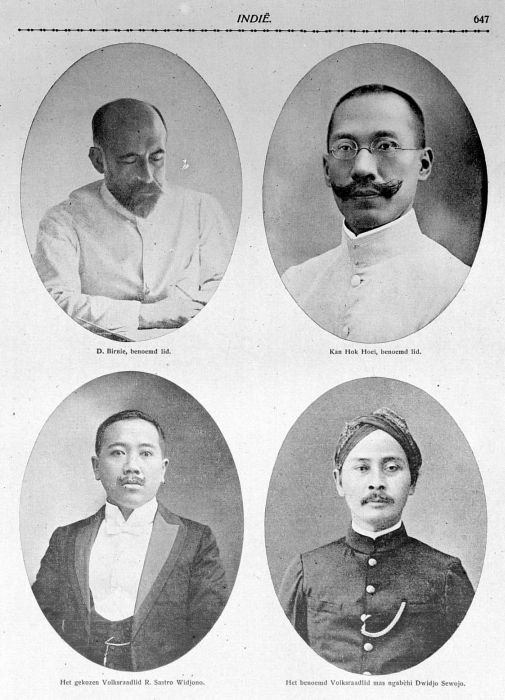
Các thành viên Volksraad vào năm 1918: D. Birnie (người Hà Lan), Kan Hok Hoei (người Hoa), R. Sastro Widjono và M.N. Dwidjo Sewojo (người Java).

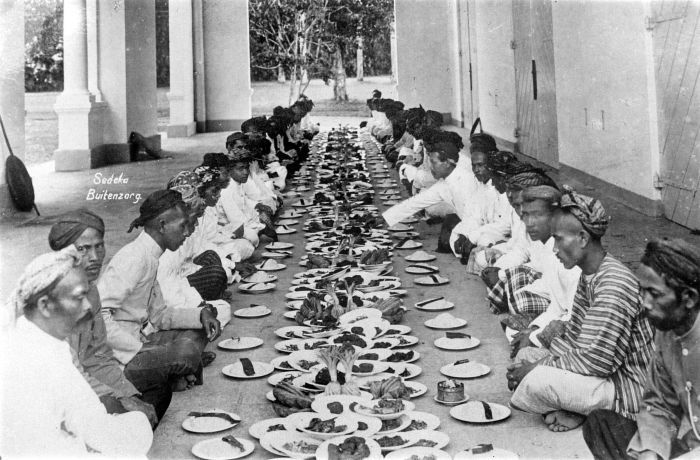
Bữa tiệc 'Selamatan' tại Buitenzorg, một bữa tiệc thông thường trong cộng đồng người Hồi giáo.

Năm 1898, dân số Java là khoảng 28 triệu người, các đảo bên ngoài khác của Đông Ấn có tổng cộng khoảng 7 triệu dân. Nửa đầu thế kỷ 20 đã chứng kiến hoạt động nhập cư quy mô lớn của người Hà Lan và những người châu Âu khác đến thuộc địa, họ làm việc cho chính quyền hoặc khu vực tư nhân. Năm 1930, có trên 240.000 người có thân phận pháp lý là người Âu tại thuộc địa, chiếm ít hơn 0,5% tổng dân số. Gần 75% số "người Âu" này trên thực tế là người lai Âu-Á.
| Hạng | Nhóm                              | Số lượng   | Tỉ lệ |
| ---- | --------------------------------- | ---------- | ----- |
| 1    | Dân đảo bản địa                   | 59.138.067 | 97,4% |
| 2    | Người Hoa                         | 1.233.214  | 2,0%  |
| 3    | Người châu Âu                     | 240.417    | 0,4%  |
| 4    | Người ngoại quốc phương Đông khác | 115.535    | 0,2%  |
|      | Tổng                              | 60.727.233 | 100%  |

Khi người Hà Lan cai quản, họ đã loại bỏ chế độ nô lệ cùng các tập tục như thiêu quả phụ, săn đầu người, ăn thịt người, hải tặc, và các cuộc chiến tranh giết hại lẫn nhau. Đường sắt, tàu hơi nước, dịch vụ bưu chính và điện báo, cùng các cơ quan chính quyền khác đã phục vụ cho việc đem đến một sự đồng đều mới trên khắp thuộc địa. Di cư bên trong quần đảo, đặc biệt là người Hoa, người Batak, người Java, và người Bugis tăng lên đáng kể.
Thực dân Hà Lan đã lập ra một tầng lớp trên có đặc quyền đặc lợi bao gồm các binh lính, nhà quản lý, giáo viên và người thám hiểm. Họ sống cùng với "người bản địa", song ở phía trên cùng của một hệ thống xã hội và chủng tộc cứng nhắc. Đông Ấn Hà Lan có hai tầng lớp công dân hợp pháp; người Âu và dân bản địa. Một tầng lớp thứ ba, những người nước ngoài phương Đông, được bổ sung từ năm 1920.
Năm 1901, chính quyền Hà Lan đã thông qua điều mà họ gọi là Chính sách Đạo đức, theo đó chính quyền thực dân có một bổn phận để tiếp tục chăm lo sức khỏe và giáo dục cho người dân Indonesia. Các biện pháp khác theo chính sách mới này bao gồm các chương trình thủy lợi, di cư, thông tin liên lạc, giảm thiểu lũ lụt, công nghiệp hóa, và bảo vệ ngành công nghiệp bản địa. Công nghiệp hóa đã có không ảnh hưởng đáng kể đến phần lớn người dân Indonesia, và Indonesia vẫn duy trì là một thuộc địa nông nghiệp; năm 1930, có 17 thành phố với dân cư trên 50.000 và dân số tổng cộng của chúng là 1,87 triệu người trên tổng số 60 triệu dân.

## Giáo dục

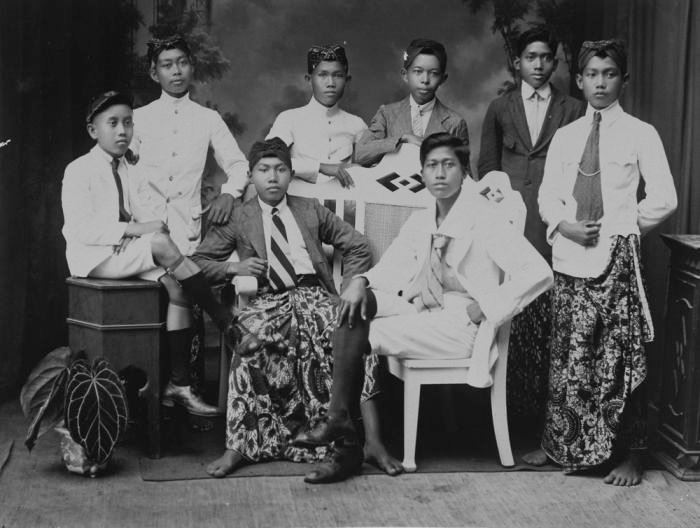
Các sinh viên của School Tot Opleiding Van Indische Artsen (STOVIA) cũng gọi là Sekolah Doctor Jawa.

Hệ thống trường học của Hà Lan được mở rộng đến cho người Indonesia, hầu hết các trường có uy tín nhận trẻ em người Hà Lan và các trẻ em người Đông Ấn thuộc tầng lớp trên. Một tầng trường học thứ hai dựa trên cơ sở sắc tộc và có các trường riêng biệt cho người Đông Ấn, Ả Rập và người Hoa; các trường này giảng dạy bằng tiếng Hà Lan và theo chương trình giảng dạy của Hà Lan. Những người dân Đông Ấn bình thường được giáo dục bằng tiếng Mã Lai với chữ cái Latinh cùng các trường "kết nối" nhằm chuẩn bị cho các sinh viên người bản địa thông minh có thể vào học tại các trường dạy bằng tiếng Hà Lan. Các trường học và chương trình hướng nghiệp đã được chính quyền Đông Ấn lập ra để đào tạo người dân bản địa vào những vị trí cụ thể của nền kinh tế thuộc địa. Người Hoa và người Ả Rập, chính thức được gọi là "người nước ngoài phương Đông", và họ không thể ghi danh vào các trường hướng nghiệp và trường tiểu học.
Những người đã tốt nghiệp tại các trường của Hà Lan đã mở trường học của mình và phỏng theo mô hình của hệ thống trường học Hà Lan, cũng như những hội truyền giáo Ki-tô, hiệp hội Thần trí học, và các hiệp hội văn hóa Đông Ấn. Sự gia tăng số trường học này tiếp tục được nâng lên với các trường Hồi giáo theo khuôn mẫu phương Tây cũng đã xuất hiện các vấn đề thế tục. Theo điều tra năm 1930, 6% số người Đông Ấn biết đọc biết viết, tuy nhiên, cuộc điều tra này chỉ công nhận số người tốt nghiệp từ các trường theo mô hình phương Tây và những người có thể đọc và viết một ngôn ngữ sử dụng bảng chữ cái Latinh. Điều tra này không bao gồm các sinh viên đã tốt nghiệp các trường không theo mô hình phương Tây hay những người có thể đọc song không thể viết tiếng Ả Rập, Mã Lai hay tiếng Hà Lan; hoặc những người chỉ có thể viết được các thứ tiếng sử dụng bảng chữ cái phi Latinh như Batak, Java, Hoa, hoặc Ả Rập.

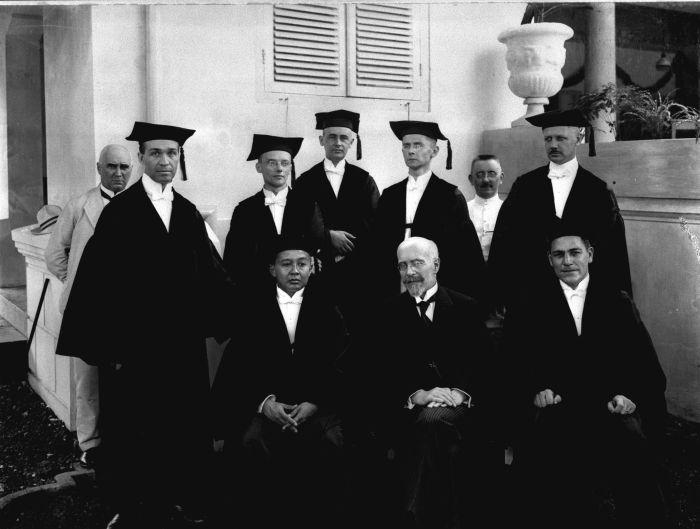
Các giáo sư luật người Hà Lan, người Á-Âu và người Java tại lễ khai trương trường đại học cao đẳng Rechts năm 1924.

Một số cơ sở giáo dục bậc đại học cũng được thành lập. Năm 1898, chính quyền Đông Ấn Hà Lan đã thành lập một trưởng để đào tạo bác sĩ, được đặt tên là School tot Opleiding van Inlandsche Artsen (STOVIA). Nhiều người tốt nghiệp STOVIA sau đó đã đóng những vai trò quan trọng trong phong trào dân tộc của Indonesia hướng tới độc lập cũng như phát triển giáo dục y tế tại Indonesia, như bác sĩ Wahidin Soedirohoesodo đã thành lập hội chính trị Budi Utomo. Chính quyền thuộc địa Hà Lan đã thành lập De Technische Hoogeschool te Bandung vào năm 1920 để đáp ứng nhu cầu về kỹ thuật tại thuộc địa. Một người đã tốt nghiệp Technische Hogeschool là Sukarno, ông sau đó đã lãnh đạo Cách mạng Quốc gia Indonesia. Năm 1924, chính quyền thực dân lại tiếp tục mở một cơ sở giáo dục bậc đại học, Rechts Hogeschool (RHS), để đào tạo viên chức, công chức dân sự. Năm 1927, STOVIA đã trở thành một cơ sở cấp đại học đầy đủ và tên gọi của trường đổi sang Geneeskundige Hogeschool (GHS). GHS giữ tòa nhà chính tương tự và sử dụng cùng bệnh viện thực hành với Khoa Y của Đại học Indonesia ngày nay. Các mối liên hệ trước đây giữa Hà Lan và Indonesia vẫn còn có thể nhận thấy trong các lĩnh vực công nghệ như thiết kế công trình thủy lợi. Cho đến ngày nay, những ý tưởng của các kỹ sư thủy lợi thuộc địa Hà Lan vẫn tiếp tục gây ảnh hưởng mạnh trong thực tiễn thiết kế tại Indonesia. Hơn nữa, hai trường đại học có thứ hạng quốc tế cao nhất của Indonesia, Trường Đại học Indonesia thành lập năm 1898 và Học viện Công nghệ Bandung thành lập năm 1920, đều được hình thành từ thời thuộc địa.
Các cải cách giáo dục, và cải cách chính trị khiêm tốn, đã khiến một bộ phận nhỏ những người Indonesia bản địa ưu tú có học vấn cao đã thúc đẩy ý tưởng độc lập và thống nhất "Indonesia" cùng với các dân tộc bản địa khác nhau tại Đông Ấn Hà Lan. Một giai đoạn gọi là Phục hưng Quốc gia Indonesia, nửa đầu thế kỷ 20 đã chứng kiến phong trào quốc gia phát triển mạnh mẽ, nhưng cũng phải đối mặt với sự đàn áp của Hà Lan.